# Mizérieux
Mizérieux är en kommun i departementet Loire i regionen Auvergne-Rhône-Alpes i centrala Frankrike. Kommunen ligger i kantonen Feurs som tillhör arrondissementet Montbrison. År 2022 hade Mizérieux 537 invånare.

## Befolkningsutveckling
Antalet invånare i kommunen Mizérieux
| Referens: INSEE |